# دایسوکه ناکاتا
دایسوکه ناکاتا (به انگلیسی: Daisuke Nakata) ژیمناست زادهٔ ۲ مارس ۱۹۷۴ میلادی اهل کشور ژاپن است.